# 贪食蛇

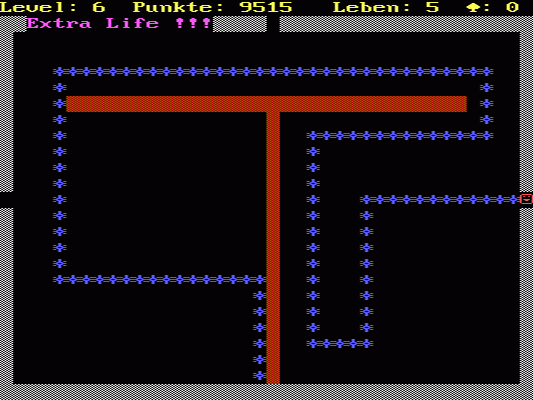
貪食蛇

貪食蛇（英語：Snake）是一个起源於1976年的街機遊戲 Blockade。此类游戏在1990年代由于一些具有小型屏幕的移动电话的引入而再度流行起來，在现在的手机上基本都可安装此小游戏。版本亦有所不同。

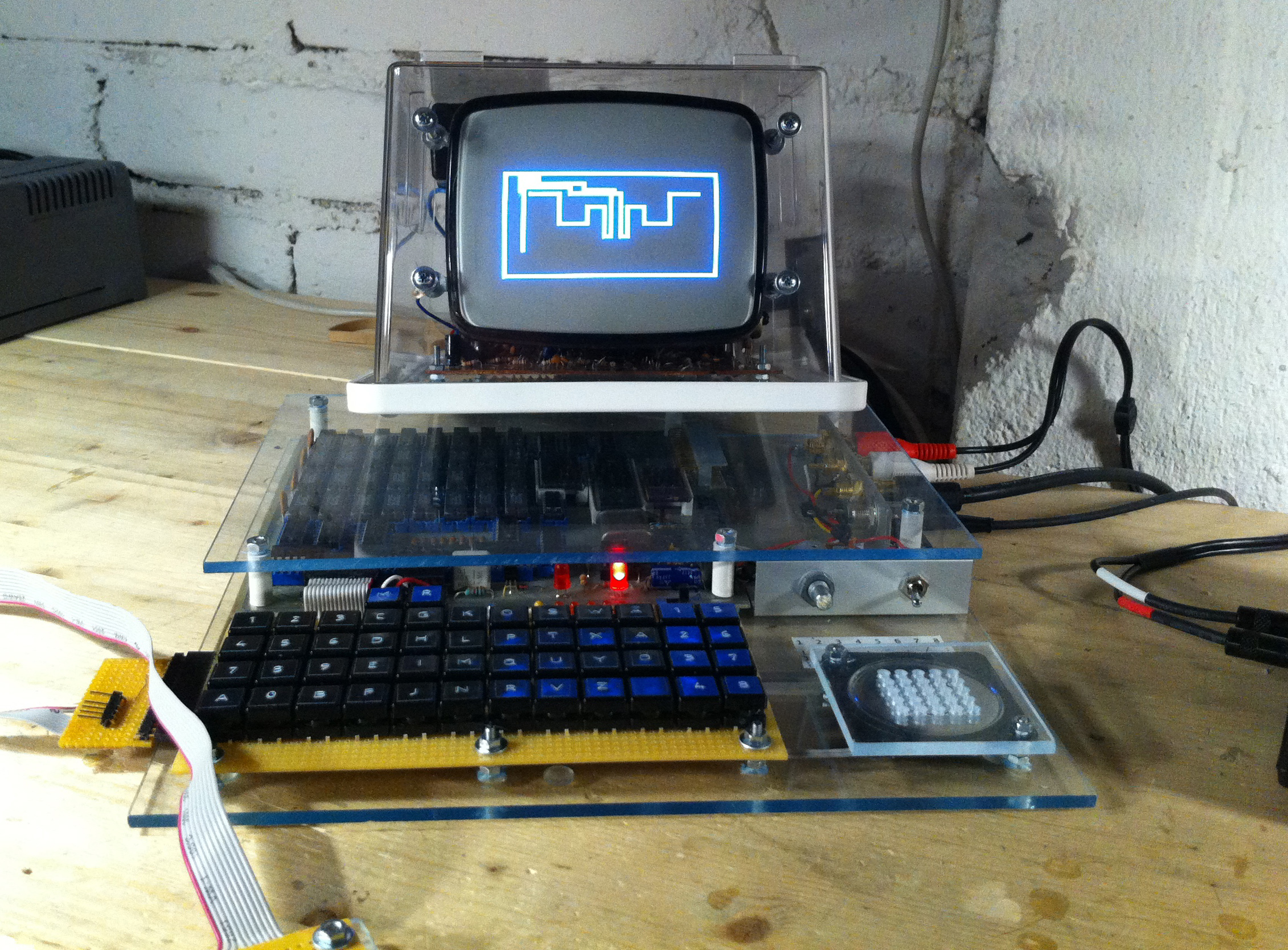
Snake, Telmac 1800, CHIP-8, 1978

在游戏中，玩家操控一条细长的直线（俗称蛇或虫），它会不停前进，玩家只能操控蛇的头部朝向（上下左右），一路拾起触碰到之物（或称作“豆”），并要避免触碰到自身或者其他障碍物。每次貪食蛇吃掉一件食物，它的身体便增长一些。吃掉一些食物後會使蛇的移動速度逐漸加快，让游戏的难度渐渐变大。

## 历史
1998年，诺基亚手机预装了一个名为"贪食蛇"的游戏，人们对贪食蛇的兴趣又重新燃起。

## 参见

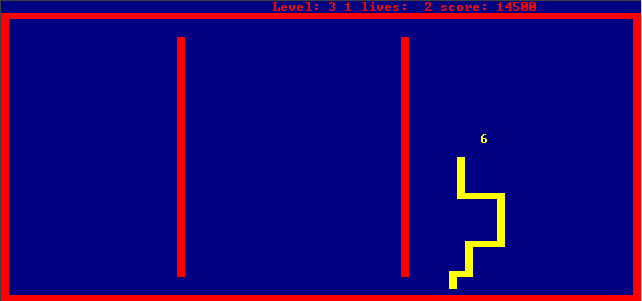
Nibbles的第3关